# Jõelähtme (gemeente)
Jõelähtme (Estisch: Jõelähtme vald) is een gemeente in de Estische provincie Harjumaa. De gemeente telde 7.552 inwoners op 1 januari 2024. Daarbij heeft de plaats Loo het grootste aandeel (bijna 2300). Loo en Kostivere hebben de status van alevik (vlek), de 34 kleinere nederzettingen zijn dorpen. Daartoe behoort ook het nog geen 100 inwoners tellende Jõelähtme, de hoofdplaats van de landgemeente.
Ten oosten van het dorp Jõelähtme bevindt zich de hoogste waterval van Estland. Deze is zo'n 8 m hoog en 15 m breed. Het water van de rivier de Jägala komt hier omlaag vanaf het kalksteenplateau van de Baltische glint.
Van de verschillende onbewoonde tot nauwelijks bewoonde eilandjes in de Finse Golf die tot het grondgebied behoren, is Rammu met 102,6 ha het grootste.

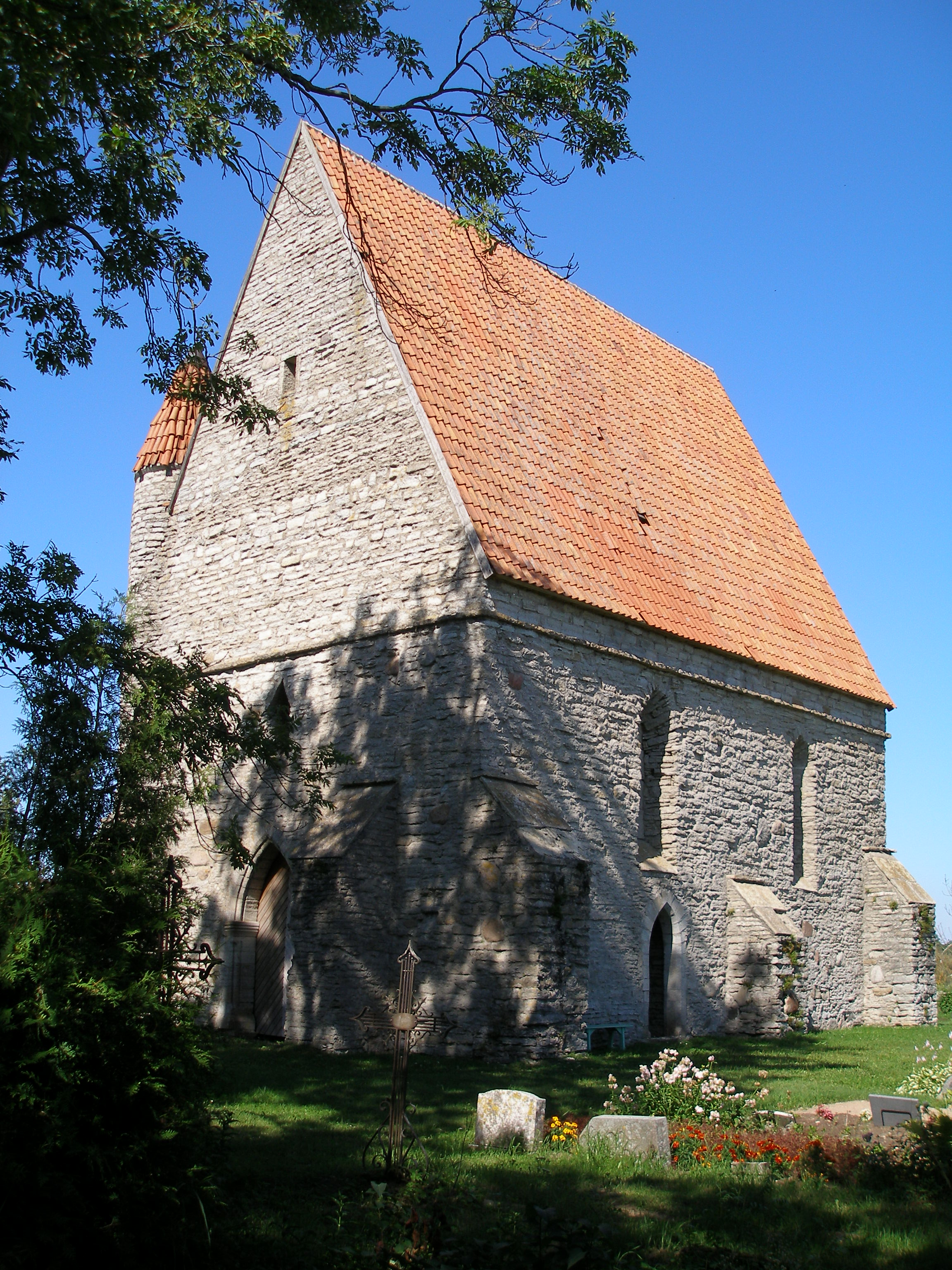
Saha
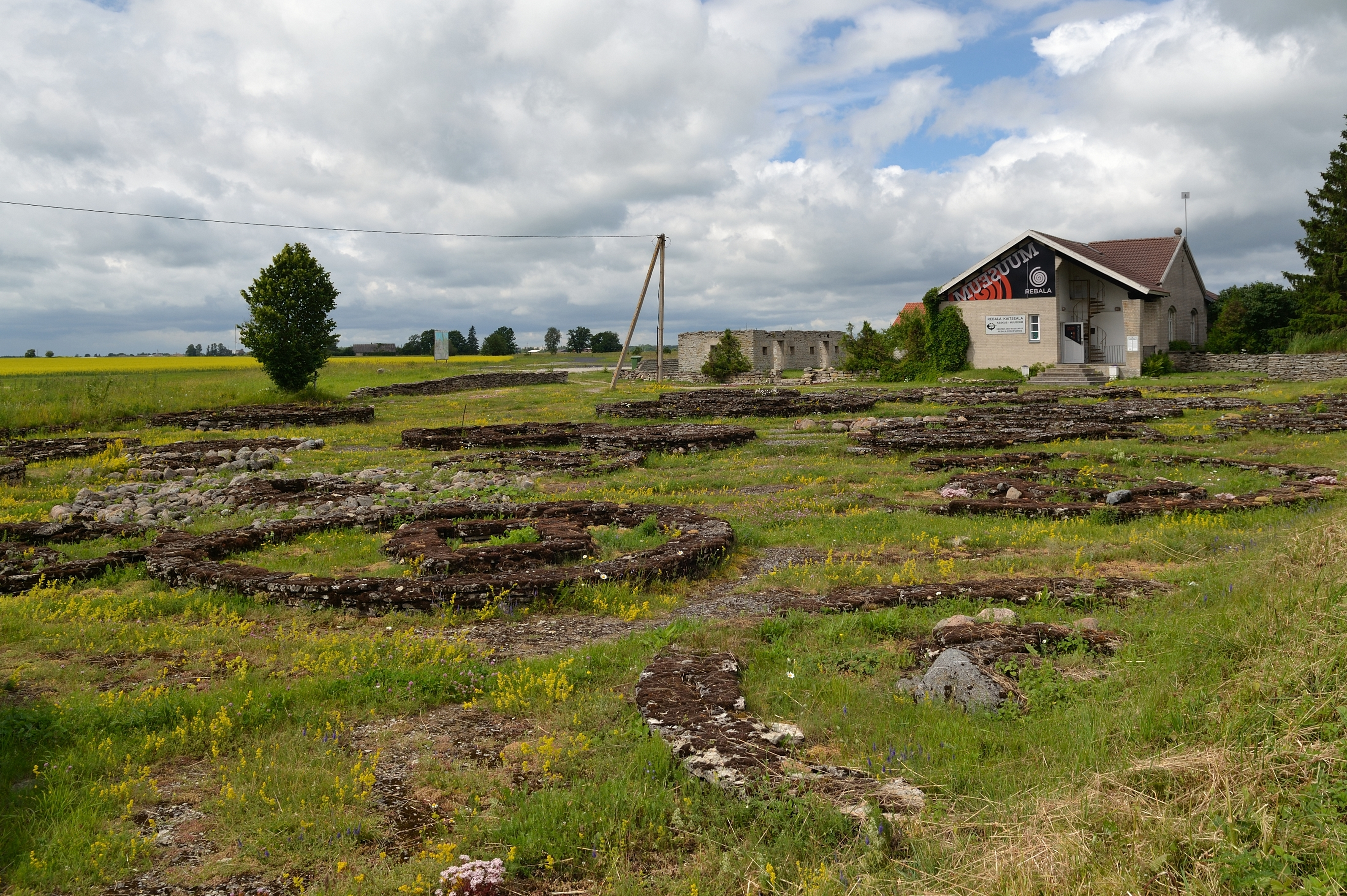
Rebala
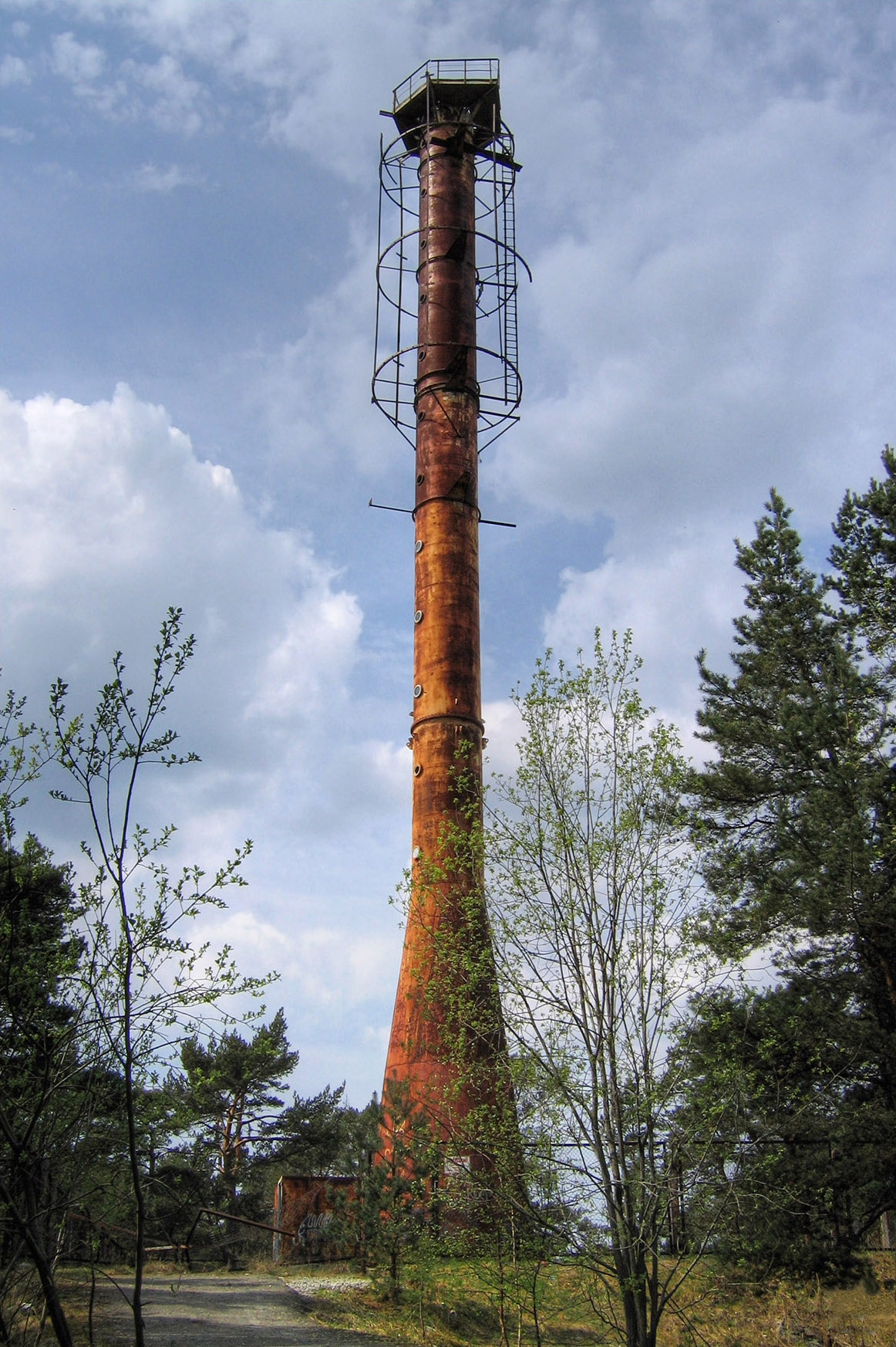
Ihasalu
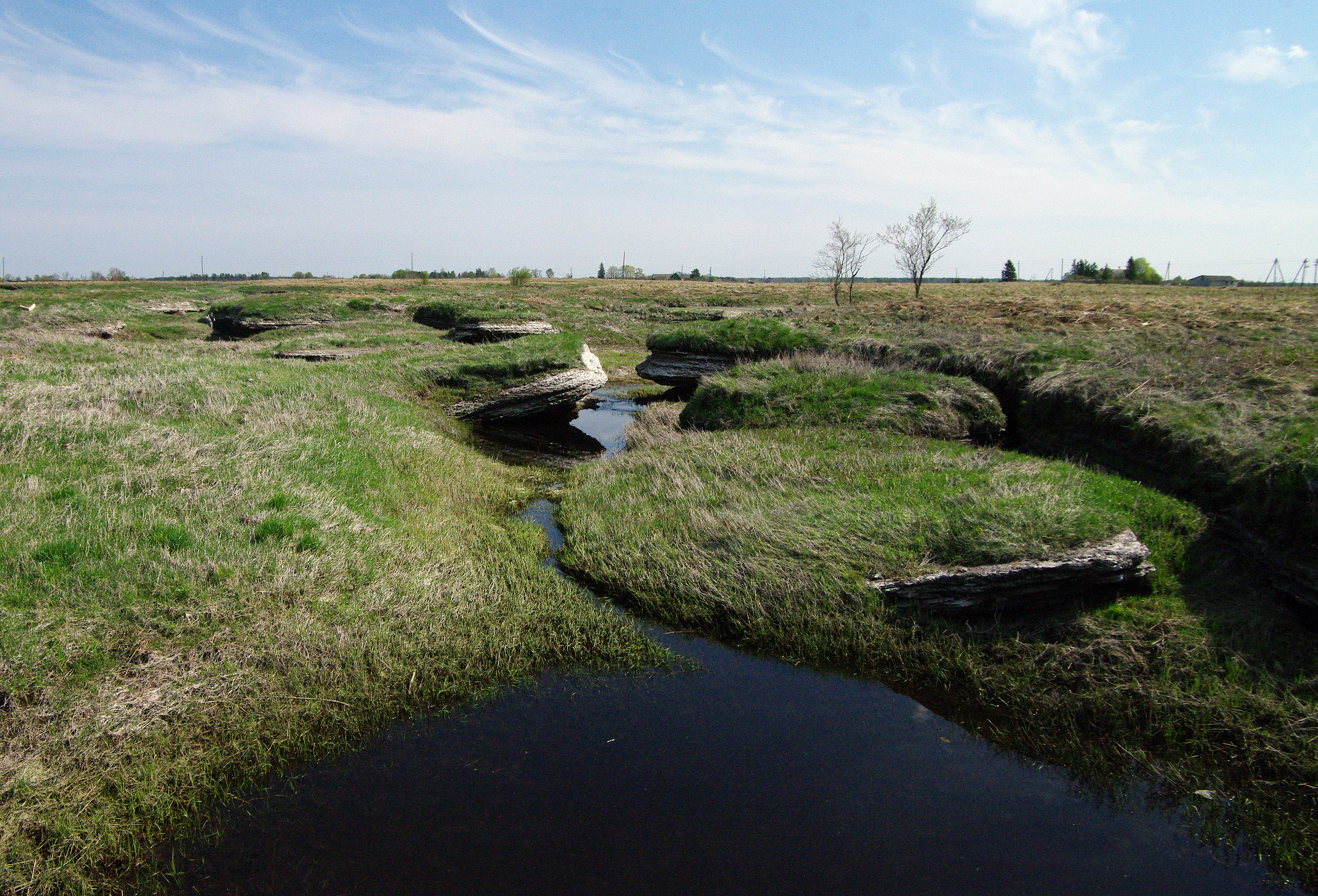
Kostivere
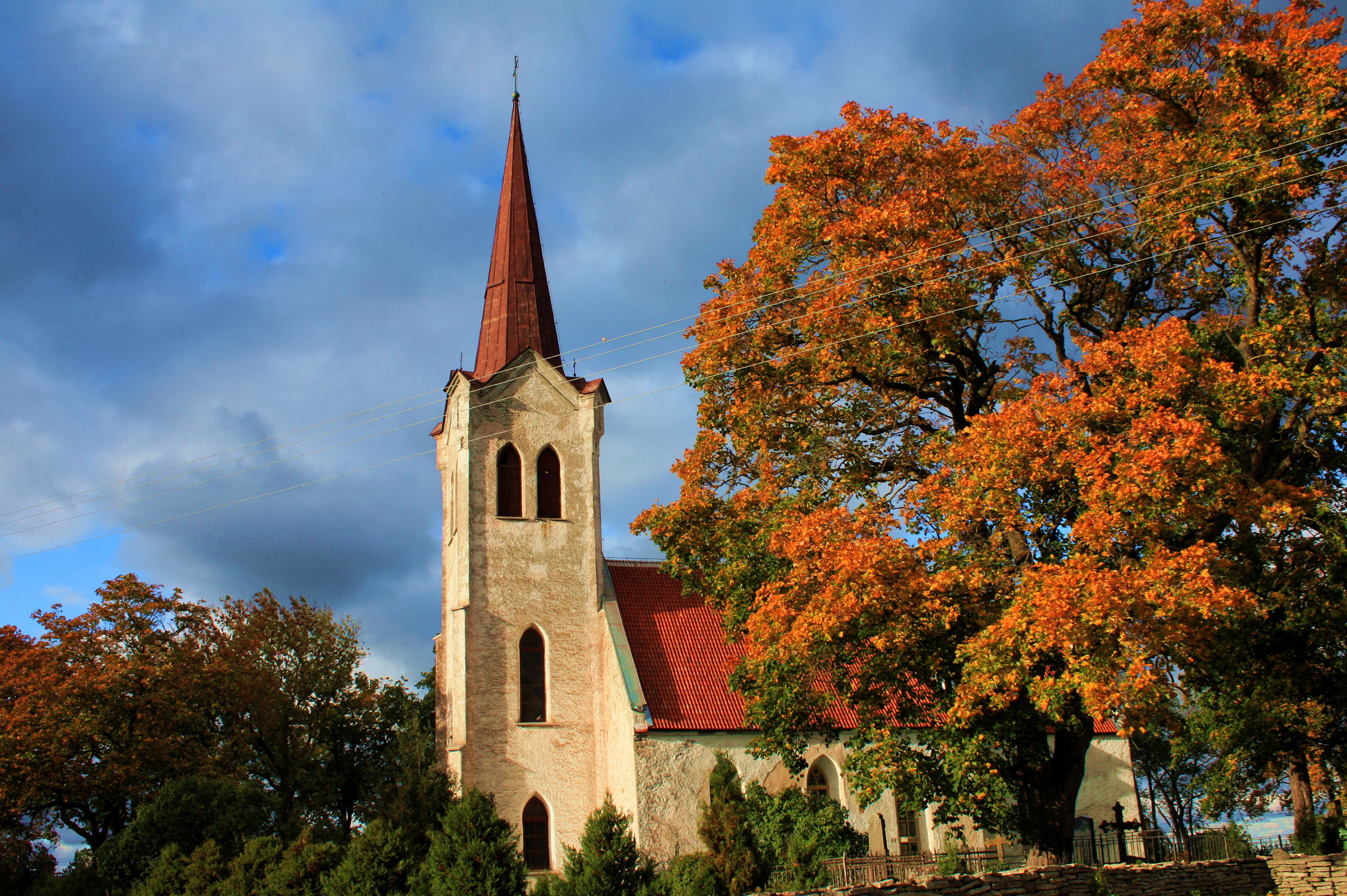
Jõelähtme
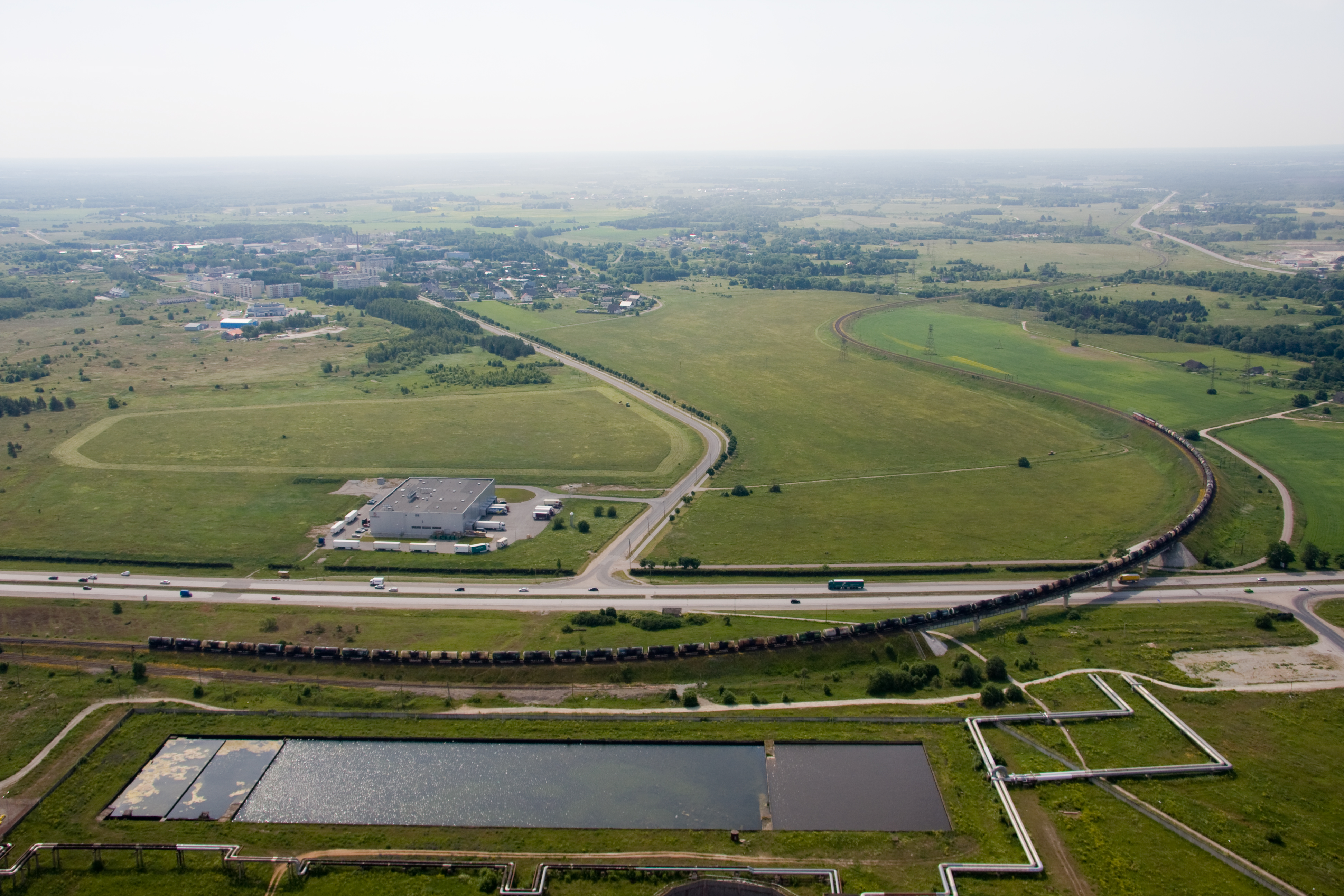
Spoorlijn Lagedi-Muuga
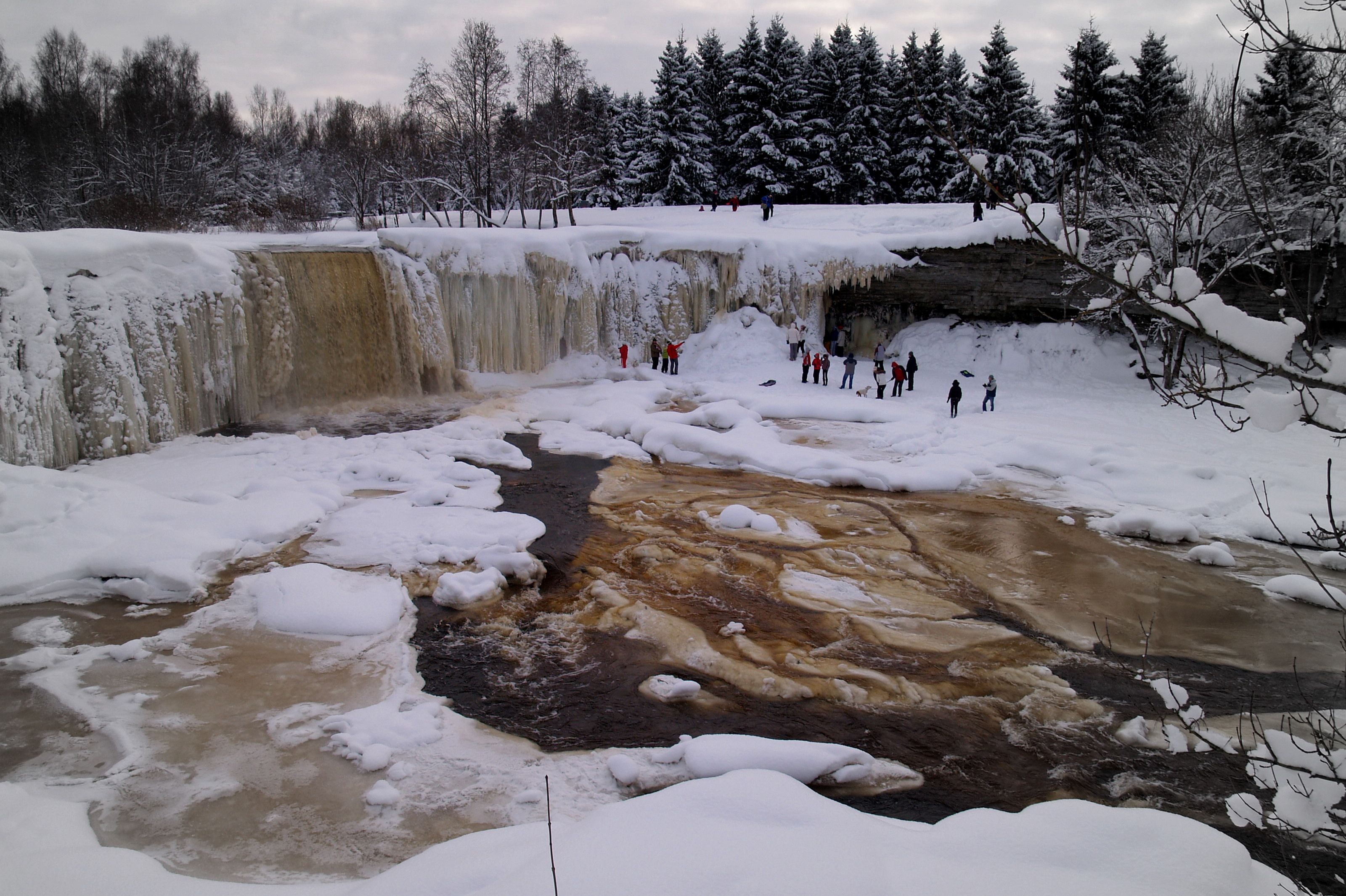
Jägala

## Omgeving

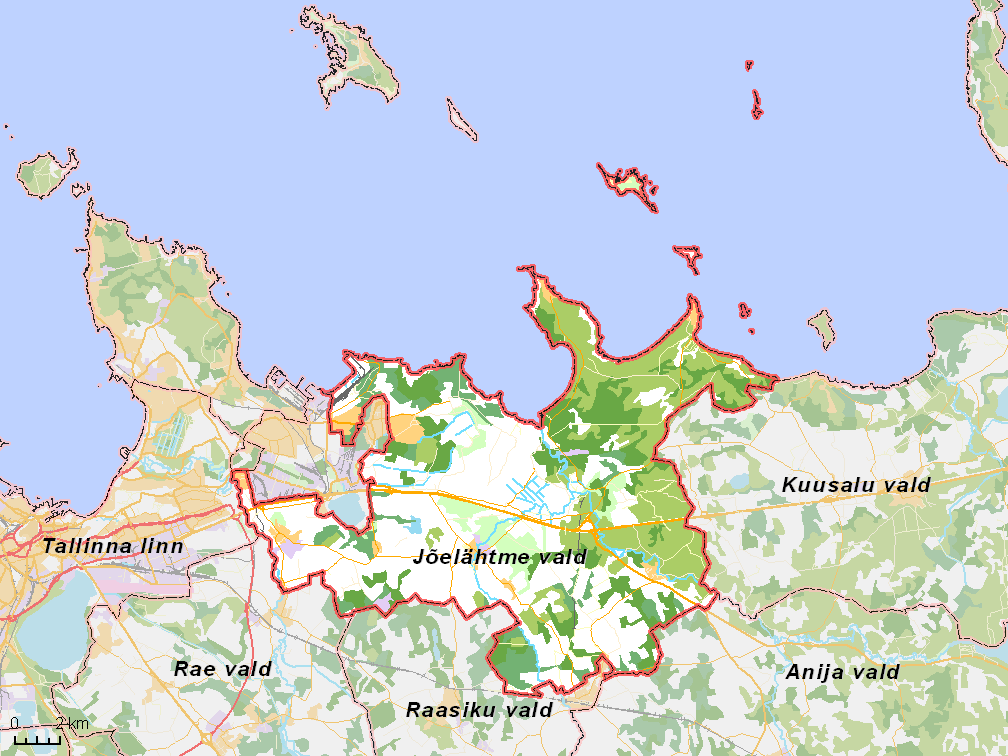
De gemeente met omliggende gemeenten

## Plaatsen
De gemeente telt:
- twee plaatsen met de status van vlek (Estisch: alevik): Kostivere en Loo;
- 34 plaatsen met de status van dorp (Estisch: küla): Aruaru, Haapse, Haljava, Ihasalu, Iru, Jägala, Jägala-Joa, Jõelähtme, Jõesuu, Kaberneeme, Kallavere, Koila, Koipsi, Koogi, Kostiranna, Kullamäe, Liivamäe, Loo, Maardu, Manniva, Neeme, Nehatu, Parasmäe, Rammu, Rebala, Rohusi, Ruu, Saha, Sambu, Saviranna, Ülgase, Uusküla, Vandjala en Võerdla.

Stadsgemeenten: Keila · Loksa · Maardu · Tallinn

Landgemeenten: Anija · Harku · Jõelähtme · Kiili · Kose · Kuusalu · Lääne-Harju · Raasiku · Rae · Saku · Saue vald · Viimsi